# Glysterus
Genre
Synonymes
- Rooma Goodnight & Goodnight, 1942
- Angathisoma Roewer, 1943
- Glysteroides Roewer, 1943
- Phalacrobunus Roewer, 1943
- Triaenoplus Roewer, 1943

Glysterus est un genre d'opilions laniatores de la famille des Ampycidae.

## Distribution
Les espèces de ce genre se rencontrent au Costa Rica et au Guatemala.

## Liste des espèces
Selon World Catalogue of Opiliones (15 octobre 2024) :
- Glysterus calcartibialis (Roewer, 1943)
- Glysterus costaricensis (Roewer, 1943)
- Glysterus guatemalensis (Roewer, 1943)
- Glysterus laeviscutatus (Roewer, 1943)
- Glysterus metatarsalis (Roewer, 1943)
- Glysterus scutatus Roewer, 1931

## Systématique et taxinomie
Ce genre a été décrit par Roewer en 1931 dans les Gonyleptidae. Il est placé dans les Ampycidae par Benavides, Pinto-da-Rocha et Giribet en 2021.
Rooma a été placé en synonymie par Goodnight et Goodnight en 1947.
Phalacrobunus a été placé en synonymie par Soares et Soares en 1949.
Angathisoma, Glysteroides et Triaenoplus ont été placés en synonymie par Kury en 2003.

## Publication originale
- Roewer, 1931 : « Weitere Weberknechte V. (5. Ergänzung der: "Weberknechte der Erde", 1923). » Abhandlungen der Naturwissenschaftlichen Verein zu Bremen, vol. 28, p. 101–164.